# Norberto Aroldi
Norberto Aroldi fue un actor, poeta y escritor que nació el 12 de agosto de 1931 en Buenos Aires, Argentina y falleció en la misma ciudad el 19 de marzo de 1978. Escribió letras de tango, poesías, obras de teatro y libretos para cine y televisión y como actor trabajó en cine, teatro y televisión.

## Carrera artística
Su forma de hablar y su figura alta y delgada, inmediatamente asociada a su apodo de "flaco", eran el reflejo fiel del mítico porteño, tanguero de ley. A los 16 años escribió su primera letra, el vals Mi eterna cuna, al que puso música Tito Ferrari, en el que hablaba de su temprano mundo de ternura, forjado a golpes de poesía callejera. Julio Sosa también grabó con la orquesta Francini-Pontier otro de sus tangos: "Pa' que sepan cómo soy"
Como actor, autor teatral, poeta, guionista de televisión y cine, trabajó con singular talento y demostró su capacidad de observación imbuida de color local así como su dominio del lunfardo. Creó personajes entrañablemente ligados a Buenos Aires y su gente; entre ellos, Cacho de la esquina y Los chantas. En 1954 debutó en cine en Pobres habrá siempre dirigido por Carlos Borcosque. A principios de los ’60, ganó una beca para viajar a Italia, donde se perfeccionó y conoció, además, al director Federico Fellini y a otros grandes creadores de Europa. También vivió en México, país donde inició su carrera de escritor y guionista.
En televisión se destacó la telenovela Cacho de la esquina que protagonizaba junto a Gabriela Gili, Cony Vera y Claudio Levrino y cuyo libro le pertenecía. Se emitía por Canal 13 en el año 1973 y contaba la historia de una joven de la aristocracia, que encontrará el amor en un humilde vendedor de diarios. La muchacha cautivada por el muchacho de barrio, luchará contra su propia familia, para defender su felicidad.
Escribió libretos para películas, entre ellas una de las más destacada fue El andador (1967) dirigida por Enrique Carreras, en el que la pareja estelar estaba integrada por Tita Merello y Jorge Salcedo. Tiempo después, esta obra se estrenó en el teatro con la misma protagonista y su autor, Norberto Aroldi, tenía el papel masculino. Otras películas: Los muchachos de antes no usaban gomina y Amor libre, ambas en 1969, Amalio Reyes, un hombre, también dirigida por Carreras, con la actuación protagónica de Hugo del Carril y “Con alma y vida”, de David José Kohon, ambas en 1970, En el gran circo de 1974 y Los chantas de 1975.. Actuó en varias películas, la más recordada: Con alma y vida, con música de Astor Piazzolla, en pareja junto a la actriz María Aurelia Bisutti y con la actuación especial de Beba Bidart.
De sus trabajo en teatro pueden mencionarse sus actuaciones en la obra Biógrafo de Alberto Rodríguez Muñoz dirigido por Mario Rolla., en el espectáculo Este flaco, flaco Buenos Aires, en el Teatro Odeon en el verano de 1977 bajo la dirección de Enrique Carreras y en El andador de su autoría.
Algunos tangos de su autoría fueron Volvamos a la vida, Bien debute, A los muchachos de mi barrio, Muchachos, a mí no me cambian y Pa' que sepan como soy, con música de Emilio González, que fuera grabado, entre otros, por Julio Sosa y en el cual el protagonista proclama: 

No me gusta ser ortiba, ni nací pa' lengua larga,

y aunque me apure la yuta sé callar en la ocasión,

no le doy bola a los grasas que me miran y se amargan,

conservando la distancia sé engrupir con distinción.

En la timba soy ligero, yo nací pa'l escolaso,

no es afano la muñeca cuando sobra calidad,

yo conozco muchos vivos que cayeron en el lazo,

el que liga y se embalurda se deschava sin pensar.

Falleció como consecuencia de una pancreatitis el 19 de marzo de 1978. Estuvo casado durante la década de 1960 con la actriz y vedette Mabel Manzotti hasta los años 70 cuando conoce a la actriz María Ibarreta, con quien convivió hasta su muerte. Tuvo dos hijos, una de ellas de nombre Florencia.

## Filmografía
Como guionista
- ¿Los piolas no se casan...? (1981) dir. Enrique Cahen Salaberry.
- El divorcio está de moda (de común acuerdo) (1978) dir. Fernando Siro.
- Así es la vida (Según la obra de Arnaldo Malfatti 1977) dir. Enrique Carreras.
- En el gran circo (1974) dir. Fernando Siro.
- Adiós Alejandra (1973) dir. Carlos Rinaldi .
- El mundo que inventamos (1973) dir. Fernando Siro
- Mi amigo Luis (en colaboración con Abel Santa Cruz 1972) dir. Carlos Rinaldi.
- Vuelvo a vivir...vuelvo a cantar (en colaboración con Fernando Siro 1971)  dir. Julio Saraceni.
- Balada para un mochilero (en colaboración con Carlos Rinaldi y Rodolfo M. Taboada 1971) dir. Carlos Rinaldi.
- Aquellos años locos (en colaboración con Julio Porter y Enrique Carreras 1971) dir. Enrique Carreras.
- Con alma y vida (en colaboración con David José Kohon según argumento de Carlos Malatesta1970) dir. David José Kohon.
- Amalio Reyes, un hombre (Según la novela de Cátulo Castillo 1970) dir. Enrique Carreras.
- El salame (en colaboración con Fernando Siro 1969) dir. Fernando Siro.
- Amor libre (en colaboración con Fernando Siro 1969) dir. Fernando Siro.
- Los muchachos de antes no usaban gomina (según la obra de Manuel Romero 1969) dir. Enrique Carreras.
- Somos los mejores (1968) dir. Federico Padilla.
- Lo prohibido está de moda (1968) dir. Fernando Siro.
- El andador (1967) dir. Enrique Carreras.
- Escándalo en la familia (En colaboración con Julio Porter 1967) dir. Julio Porter
- Aconcagua (rescate heroico) (Sobre una idea original de Olga Casares Pearson 1964) dir. Leo Fleider
- Pobres habrá siempre (en colaboración con Fernando Siro (1958) (no acreditado) dir. Carlos Borcosque.

Como argumentista
- Los chantas (1975) dir. José Martínez Suárez.

Como autor
- El andador (1967) dir. Enrique Carreras.

Como adaptador
- Los muchachos de mi barrio (1970) dir. Enrique Carreras.

Intérprete
- El divorcio está de moda (de común acuerdo) (1978) dir. Fernando Siro
- El fantástico mundo de la María Montiel (1978) dir. Jorge Zuhair Jury.
- Los chantas (1975) dir. José Martínez Suárez.
- Con alma y vida (1970) dir. David José Kohon.
- El salame (1969) dir. Fernando Siro.
- Lo prohibido está de moda (1968) dir. Fernando Siro.
- La bestia desnuda (1967) dir. Emilio Vieyra.
- La venganza del sexo (1966) dir. Emilio Vieyra.

Cameo
- Pobres habrá siempre (1958) dir. Carlos Borcosque.

## Televisión
Guion y actuación
- Cacho de la esquina (1973)

Perteneciente al "Teatro Palmolive del aire"
Junto a Gabriela Gili (Leticia), Cuny Vera (Patricia), Claudio Levrino (Miguel)
Sebastián Vilar (Hector) 
German Kraus (Aníbal) 
Graciela Araujo ( Fernanda) 
Alberto Bonez (Tito) 
Celia Juárez (Paula) 
Rafael Salvatore (don Jorge)
Rodolfo Morandi (Inspector) 
Omar Delli Quadri (Pancho) 
Elida Marletta (Martha)
Betiana Blum (Laura) 
Walter Kliche (Sergio) 
Oscar Fontana (Peineta) 
Marcelo Chimento (Luisito) Constanza Maral (Rosa) 
Gustavo Fabiani (Claudio) 
Julián Favré (Zurdo) 
Edgardo Luci (Ñato)
Autor: Norberto Aroldi 
Escenografía: ANTÓN
Iluminación: DOMINGO AGUIRRE
Producción: PERLA MÁRQUEZ
Dirección: MIGUEL LARRARTE
Actuación
- Muchacha italiana viene a casarse (1969)

Autora: Delia González Márquez
Protagonistas: Alejandra Da Passano, Rodolfo Ranni
Escenografía: JORGE VEDE/MIGUEL PARADISO
Iluminación: ALFREDO SANJUAN/ARQUIMEDES BENITEZ/JORGE BONANNO/JORGE CORREA/ADOLFO ABATE/FRANCISCO PALAU/JOSE V. BARCIA/ DOMINGO AGUIRRE
Asesora de vestuario: REGINA 
Producción: FERNANDO SIRO, luego: MARTHA REGUERA, luego: DELIA GONZÁLEZ MÁRQUEZ
Dirección: MIGUEL LARRARTE, luego: CARLOS ESCALADA
(SALIÓ AL AIRE entre 1969 y 1972)